# Trenca

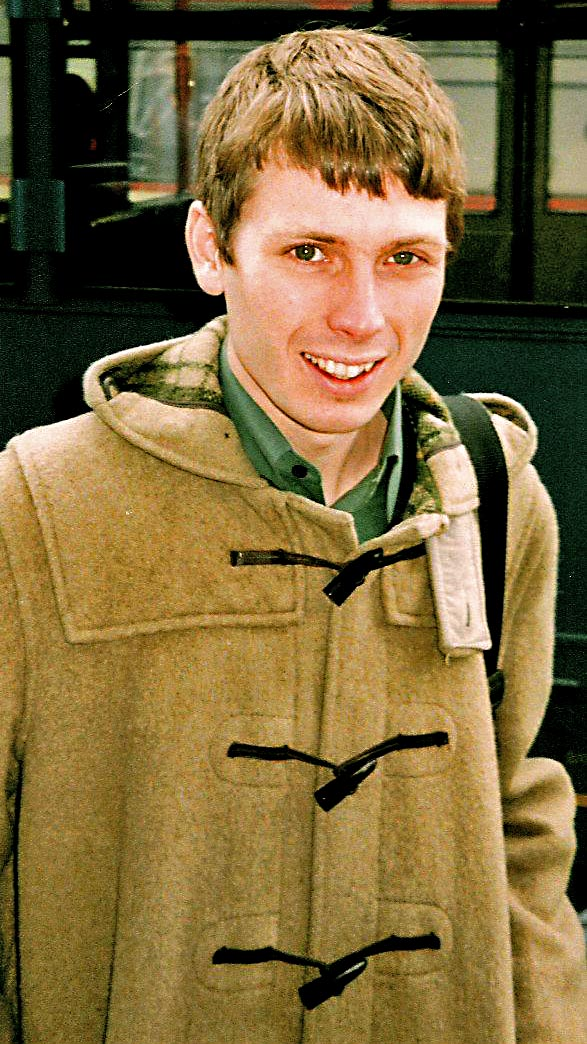
Alex Kapranos con trenca

La trenca es una prenda de abrigo que se cierra con botones de forma alargada que se sujetan con alamares. En Argentina y Chile se conoce como Montgomery, debido a su popularización en la Segunda Guerra Mundial por el mariscal Montgomery.
Apropiada para las estaciones más frías, las trencas se fabrican en materiales de abrigo como la lana o el algodón y llevan capucha posterior. 
Las trencas son una prenda tradicional de Gran Bretaña. Datan de 1890 cuando John Partridge, un fabricante de indumentaria, inició su comercialización. El modelo clásico presenta las siguientes características:
- Forro interior de tartán
- Capucha con cuello abotonable
- Cuatro botones alargados y alamares para abrocharlos
- Dos bolsillos exteriores con solapa
- Medida de tres cuartos
- Solapa doble en los hombros

Los botones de madera, de forma cónica y curvados, se abrochaban mediante cintas para ser manipulados con facilidad mientras se llevaban guantes en invierno en el mar. Por su parte la capucha, de grandes dimensiones, permitía meter debajo una gorra marinera. 
Los diseños actuales incorporan botones de cuerno de búfalo, madera o plástico. La trenca ha sido una prenda orientada al público infantil. Sin embargo, recientemente la industria de la moda la ha reinventado para adultos cambiando las formas, tejidos y colores pero manteniendo sus características diferenciales: los botones con cintas.